# Zora Karaman
Zora Karaman, geb. Vales (* 15. April 1907 in Buje, Istrien, heute Kroatien; † 10. Dezember 1974 in Ljubljana, Jugoslawien, heute Slowenien) war eine jugoslawische Entomologin.

## Leben
Sie studierte an der Universität Ljubljana und war danach als Gymnasiallehrerin in Skopje tätig. Während des Zweiten Weltkrieges lebte sie in Kragujevac, ab 1945 war sie Gymnasiallehrerin in Split, ab 1950 Kuratorin des Stadtmuseums von Dubrovnik.
Ab 1953 war sie Dozentin an der Universität Skopje. Dort promovierte sie 1955 mit einer Arbeit über Käfer. 1959 wurde sie außerordentliche, 1964 ordentliche Professorin für Entomologie des Waldes an der Fakultät für Land- und Forstwirtschaft der Universität Skopje.
Sie entdeckte bei ihren Forschungen in Jugoslawien sowie anderen Gebieten Europas, Afrikas und des Nahen Ostens zahlreiche neue Insektenarten.
Nach Zora Karaman benannt sind die Arten Melita valesi (ein Krebs), Niphargus zorae (ein Höhlenflohkrebs), Myrmecophilus zorae (eine 1963 von ihr entdeckte Ameisengrille) und Euconnus karamanae (ein Ameisenkäfer).

## Familie
Zora Vales heiratete 1934 den Zoologen Stanko Karaman (1889–1959). Ihre Kinder Mladen Karaman (1937–1991) und Gordan Karaman (* 1938) sind ebenfalls Biologen.

## Werke
- Beobachtungen zum Auftreten der Nonne (Lymantria monacha L.) 1955/56 in den Buchenwäldern Westmazedoniens, Jugoslawien, in: Zeitschrift für Angewandte Entomologie, Jg. 42.1958, S. 236–238
- Einige Bemerkungen über die Nadelholz-Borkenkäferfauna Mazedoniens, in: Zeitschrift für Angewandte Entomologie, Jg. 54.1964, S. 440–443
- Einige Bemerkungen über die Massenvermehrungen von Pissodes notatus F. in Mazedonien,  in: Zeitschrift für Angewandte Entomologie, Jg. 62.1968, S. 461–464